# Duitse koloniën in Afrika

Duitsland en haar voormalige koloniën in Afrika.

Duits-Afrika verwijst naar voormalige Afrikaanse koloniën die tot Duitsland behoorden.
Voormalige Duitse koloniën in Afrika
- Duits-Kameroen (1884-1916)
- Duits-Oost-Afrika (1885-1919)
- Duits-Witu (1885-1890)
- Duits-Zuidwest-Afrika (1884-1919)
- Neukamerun (1911-1916)
- Togoland (1884-1914)